# Literatura palestina

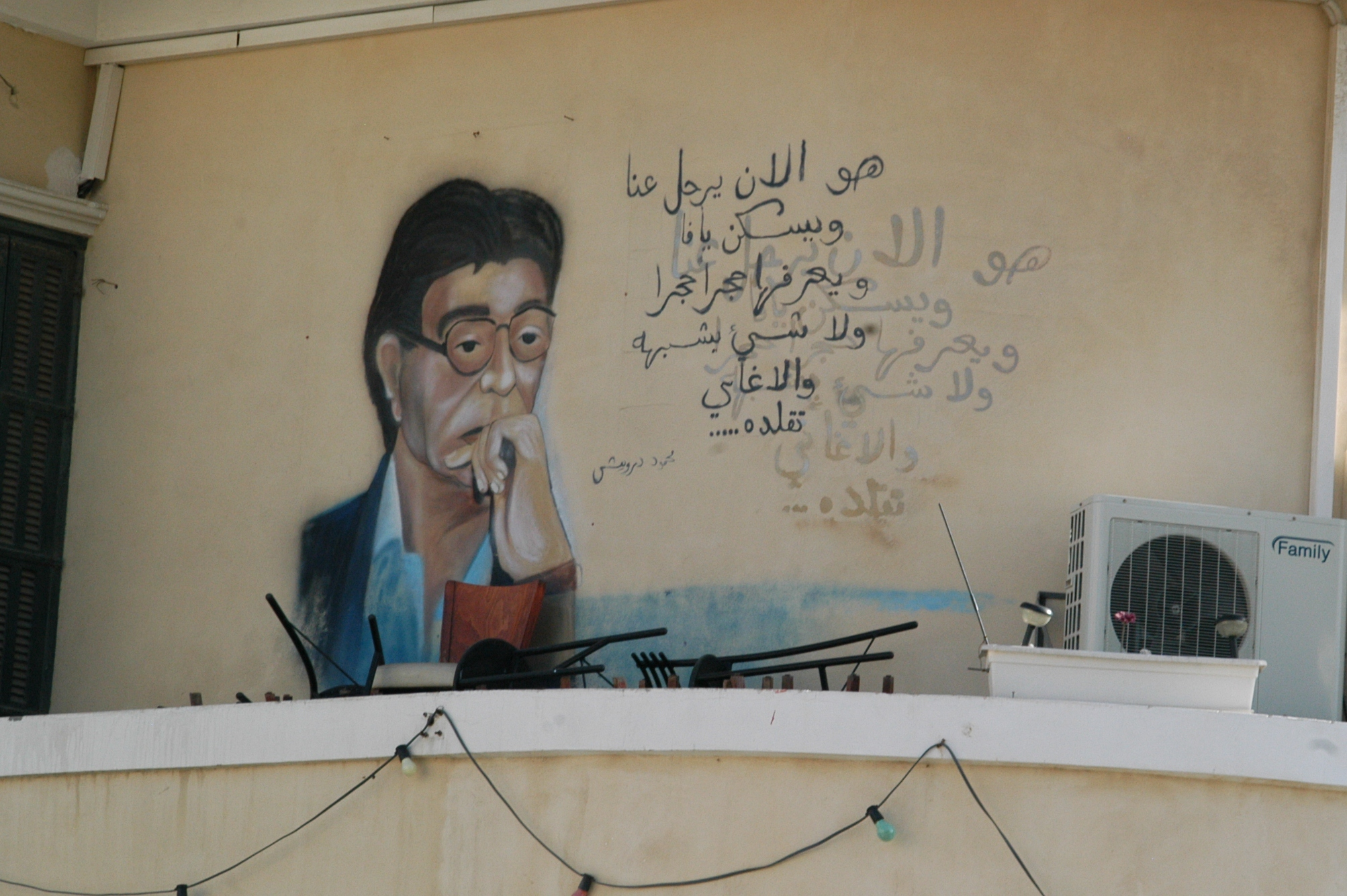
Grafiti de l'autor palestí Mahmud Darwix.

La literatura palestina és tota aquella escrita per palestins en llengua àrab. Forma part de l'ampli ventall de la literatura àrab.
Avui es caracteritza per l'ús freqüent de la ironia i l'exploració de temes existencials i qüestions identitàries. També hi abunden les referències als temes de la resistència a l'ocupació, l'exili, la pèrdua, l'amor i l'enyorança de la pàtria; tots en relació amb el conflicte palestino-israelià.

## Història
La literatura palestina és una de les nombroses literatures àrabs, però la filiació a aquesta respon a motius nacionals abans que no territorials. Mentre que la literatura egípcia és l'escrita a Egipte, la literatura jordana és l'escrita a Jordània... la literatura palestina ha esdevingut aquella escrita pels palestins, no necessàriament a Palestina, atenent a les circumstàncies sociopolítiques posteriors a la guerra arabo-israeliana de 1948, que va causar l'expulsió i la fugida de milers de palestins.

## Marc general

### Temes
La literatura palestina, a banda de parlar sobre la situació d'opressió i discriminació pròpia, mostra solidaritat envers les de les altres nacions. De fet, Ghassan Kanafani, pioner d'aquesta manifestació artística i encunyador del terme «literatura palestina de resistència», va afirmar el següent: «En les meves històries atorgo als meus personatges la llibertat d'expressar les posicions polítiques personals sense reserves».
Generalment, la literatura palestina explora temes existencials i qüestions identitàries. També hi abunden les referències als temes de la resistència a l'ocupació, l'exili, la pèrdua, l'amor i l'enyorança de la pàtria; tots en relació amb el conflicte palestino-israelià.
La literatura palestina sovint s'entén com a inherentment política, com subratllen les autores Salma Khadra Jayyusi i Liana Badr, que esmenten la necessitat de donar veu a la «identitat col·lectiva» palestina i al «cas just» de la seva lluita. També hi ha una escola de pensament dissident, conformada pels artistes palestins que es «rebel·len» contra l'exigència de fer art socialment «compromès». Per exemple, el poeta Mourid al-Barghouti sosté que «la poesia no és un funcionari, no és un soldat, no està al servei de ningú».

### Valor simbòlic i històric
En el període comprès entre l'expulsió i l'èxode de palestins (1948) i la Guerra dels Sis Dies (1967), la denominada literatura palestina de resistència va adquirir un rol cabdal en el manteniment de la identitat palestina. Així doncs, va constituir un pont entre els dos períodes, que va permetre que la identitat palestina sobrevisqués sobretot en absència de resistència armada. Al seu llibre أدب المقاومة في فلسطين المحتلة: 1948-1966 (lit. ‘Literatura palestina de resistència durant l'ocupació’), Ghassan Kanafani argumenta: «La literatura palestina de resistència, igual que la resistència armada, constitueix un nou cicle en la sèrie històrica que pràcticament no s'ha tallat durant l'últim mig segle en la vida palestina».

### Criteris de classificació
Des del 1967, la majoria de crítics han formulat una teoria segons la qual la literatura palestina es podria classificar en tres vessants, definits vagament per la ubicació geogràfica: hi ha la literatura escrita dins d'Israel, dels territoris ocupats estant o per obra de la diàspora palestina arreu del món, en especial l'Orient Mitjà.
En un article publicat el 2003 a la revista Studies in the Humanities, Steven Salaita —estatunidenc d'origen palestí i jordà— va assenyalar l'existència d'una quarta branca formada per obres en anglès, amb èmfasi en les escrites pels palestins que resideixen als Estats Units. Va definir aquesta pràctica com «una escriptura arrelada als països diàspòrics però centrada en Palestina temàticament i en contingut». Tanmateix, Maurice Ebileeni argumenta que una quarta branca referida exclusivament a les obres literàries anglòfones no basta per al propòsit d'aquesta classificació. Més aviat, el desplaçament palestí —tant a Israel/Palestina com a l'exterior— ha conduït a una diversificació cultural i lingüística entre els palestins que sobrepassa l'experiència palestina viscuda únicament al món àrab o a l'anglofonia. Per consegüent, Ebileeni suggereix una branca polilingüe que inclou obres d'autors palestins —o d'ascendència palestina— escrites en anglès, així com en italià, espanyol, danès, hebreu i qualsevol altre idioma.
En oposició a la classificació tot just exposada, la traductora israeliana arabista Hannah Amit-Kochavi solament distingeix dues branques de la literatura palestina: d'una banda, l'escrita per palestins dins de l'Estat d'Israel, i l'escrita a l'estranger, de l'altra. També proposa una distinció temporal entre la literatura prèvia al 1948 i la posterior.

### Prosa
Alguns exemples notoris de novel·les que formen part de la literatura palestina són Mornings in Jenin de Susan Abulhawa, que conta la història d'una família palestina que va perdre la casa per la guerra del 1948; i A Rift in Time de Raja Shehadeh, en què l'autor explora la relació entre la decadència de l'Imperi Otomà, el colonialisme britànic i la mateixa identitat palestina tot parlant sobre la vida del seu besoncle Najib Nassar. Pel que fa al relat, en la literatura palestina va ser pionera l'escriptora Samira Azzam.

### Poesia
La poesia, que s'enriqueix de formes clàssiques preislàmiques, encara avui és una forma d'art extremadament popular i atractiva per al públic palestí. Fins a tombants del segle xx, els bards populars locals que recitaven versos tradicionals eren una característica fonamental de tota ciutat palestina.
Després de l'expulsió i l'èxode de palestins de 1948, la poesia nacional va passar a vehicular l'activisme polític del poble en qüestió. Alguns dels que es van convertir en ciutadans àrabs d'Israel, passada l'aprovació de la Llei de ciutadania de 1952, van fundar una escola de poesia de resistència, que incloïa poetes com Mahmud Darwix, Samih al-Qasim i Tawfiq Zayyad.
L'obra d'aquests poetes va ser en gran part desconeguda pel món àrab durant molts anys per la manca de relacions diplomàtiques entre Israel i els governs àrabs. La situació va canviar després que Ghassan Kanafani, un altre escriptor palestí exiliat al Líban, publiqués una antologia de llur obra el 1966: vet aquí com es van donar a conèixer fora del seu territori.

Els poetes palestins, com també els a autors compatriotes d'altres gèneres, sovint escriuen sobre un tema comú: l'intens afecte i sentiment de pèrdua i anhel d'una pàtria esvaïda. Un poema paradigmàtic és el de Mahmud Darwix sobre el bombardeig israelià del Líban, publicat a la revista literària palestina al-Karmel. Diu així:
Traducció publicada (anglès)Smoke rises from me, I reach out a hand to collect my limbs scattered from so many bodies, besieged from land and sky and sea and language. The last plane has taken off from Beirut airport and left me in front of the screen to watch

with millions of viewers

the rest of my death

As for my heart, I see it roll, like a pine cone, from Mount Lebanon, to Gaza.Traducció lliure (català)Surt fum de mi, atanso la mà per a collir els membres escampats de tants cossos, assetjats per terra i per aire i per mar i per idioma. L’últim vol ha partit de l’aeroport de Beirut i m’ha deixat aquí per a veure en pantalla gran

amb milers d’espectadors

la resta de la meva mort

El meu cor, el veig rodolar, com una pinya, del Mont Líban fins a Gaza.

### Literatura oral
Durant molt de temps, la narració d'històries —pel mitjà oral— va fer part de la cultura dels països àrabs a l'Orient Mitjà. Heus ací la tradició en la qual s'emmarca l'obra Les mil i una nits. Així doncs, en la nació palestina, els narradors itinerants s'anomenaven hakawati i visitaven tota població palestina, on contaven històries populars que coneixien, sovint als salons de te. Alguns d'aquests contes, antigament transmesos a palestins de totes les edats, ara s'editen esporàdicament com a llibres infantils per iniciativa de la diàspora palestina. En aquest sentit, és també remarcable la pràctica tradicional de hiyake, reservada a les dones i considerada Patrimoni Cultural Immaterial de la Humanitat des del 2008. Consisteix en el relat oral de les qüestions quotidianes de la societat en què viuen, com també de qüestions familiars. S'estableix una perspectiva femenina (constitueix literatura femenina) i crítica social. Un recurs recurrent en aquest gènere és la dicotomia deure-desig com a dilema per a la dona.

## Esdeveniments
La diàspora palestina que habita el Regne Unit organitza anualment dos esdeveniments literaris destacables. D'una banda, hi ha el Palestine Book Award (lit. ‘Premi al Millor Llibre Palestí’), un guardó literari prestigiós que reconeix les millors obres publicades en anglès sobre Palestina, la història del país, el poble palestí i la realitat del conflicte palestino-israelià. Amb aquest premi es pretén promoure la producció i difusió de llibres que giren temàticament entorn de Palestina. D'altra banda, es duu a terme el Palestine Festival of Literature (lit. ‘Festival Literari de Palestina’), un festival literari fundat i dirigit per l'autora egípcia Ahdaf Soueif l'any 2008.